# Лавицкий, Андрей
Андрей Лавицкий — польский иезуит.
Приехал в Россию в свите Лжедимитрия (капеллан его войска) и вернулся в Варшаву после смерти самозванца. 
Во время пребывания в Москве написал несколько сочинений, из которых одно содержит подробное описание въезда и коронования самозванца. Его перевод на итальянский язык вышел под заглавием: «Avvisi a lettere» etc. (1606). 
Лжедимитрий отправил Лавицкого в Рим для переговоров о готовившейся войне с Турцией в первых числах января 1606 года, имея при себе инструкции на латинском языке с надписью на видном месте: Demetrius Imperator (Дмитрий император), озаглавленные как «Наставление, данное для памяти отцу Андрею Лавицкому, члену братства Иисуса, для святейшего владыки сударя Павла V, первосвященника, 18 декабря 1605 г.». Кроме этого документа, он вёз также послания к папе и нунцию Рангони. 